# 笑顔でいようよ
『笑顔でいようよ』（えがおでいようよ）は、三枝夕夏 IN dbの9枚目のシングル。

## 内容
- シングル3ヶ月連続リリースの第2弾であり、初回盤の特典としてDVDが封入されている。
- オリコンデイリーランキングでは、初登場6位にランクインし、3ヶ月連続リリースの作品の中では最高順位を記録した。
- 歌詞内容について三枝は自分の物事に対する考え方が色濃く出ているとインタビューで語っている。
- 作曲を担当した大野愛果は後に、2013年12月発売のアルバム『Silent Passage』でセルフカバーをした。

## 収録曲
1. 笑顔でいようよ
作詞：三枝夕夏、作曲：大野愛果、編曲：小澤正澄
  - 日本テレビ系『AX MUSIC-TV』AX POWER PLAY #067（オープニングテーマ）
  - 三枝自身がこれまでにリリースした作品の中で最も好きな楽曲とブログに書き込んでいる。
  - この曲を作詞した時期、三枝はこれまでの音楽性のイメージのスタイルからイメージチェンジを図り、バンドとしても新たな三枝夕夏 IN dbとして、改めてバンドメンバーとの結束を深めてバンドの再出発を決意して、プロモーションビデオでもそれを意識したものとなっている。
2. そっとやさしい風に吹かれながら
作詞：三枝夕夏、作曲：大野愛果、編曲：小澤正澄
3. Pocket
作詞：車谷啓介、作曲：岩井勇一郎、編曲：後藤康二
  - New Cinema 蜥蜴の楽曲のカバー曲である。これは車谷と岩井が同バンドのメンバーであったことから初めて実現され、以降度々楽曲のカバーが収録・披露されるようになる。
4. 笑顔でいようよ 〜Instrumental〜

### DVD（初回限定盤のみ）
U-ka saegusa IN db FILM MEGA MIX

music:night clubbers mega mix

## 収録アルバム
- U-ka saegusa IN db II（#1）
- 三枝夕夏 IN d-best 〜Smile&Tears〜（#1）
- U-ka saegusa IN db Final Best（#1）